# Chigozie Udoji
Chigozie Shaloze Udoji (Lagos, 16 luglio 1986) è un calciatore nigeriano naturalizzato bulgaro, centrocampista svincolato.

## Biografia
Dal luglio 2006 è in possesso della cittadinanza bulgara, con relativo nome in bulgaro Митко Атанасов Георгиев? (traslitterato in Mitko Atanasov Georgiev).

## Carriera

### Club

#### Vihren Sandanski e CSKA Sofia
Nel 2004, Udoji è stato ingaggiato dal Vihren Sandanski, compagine all'epoca militante in B-PFG, seconda divisione del campionato bulgaro. Nella stagione 2004-2005 ha contribuito alla promozione della squadra in A-PFG. Udoji è rimasto al Vihren Sandanski per un'ulteriore stagione.
Nel 2007 è stato ingaggiato dal CSKA Sofia. Il 16 agosto dello stesso anno ha avuto l'opportunità di esordire in Coppa UEFA: ha sostituito Nei nell'andata del secondo turno di qualificazione alla manifestazione, terminato con un pareggio per 1-1 sul campo dell'Omonia. Ha successivamente contribuito alla vittoria finale del campionato 2007-2008. Udoji è rimasto in forza al CSKA Sofia anche per l'annata seguente.

#### Asteras Tripolīs
Nel 2009, è stato ingaggiato dai greci dell'Asteras Tripolīs, militanti in Souper Ligka Ellada. Ha debuttato con questa casacca il 23 agosto, sostituendo Éder nel pareggio per 0-0 contro il Larissa. Il 22 novembre ha realizzato il primo gol, nel pareggio per 1-1 sul campo del Panathīnaïkos. Ha chiuso la prima annata con 28 presenze e 4 reti tra coppa e campionato, che l'Asteras Tripolīs ha concluso al 12º posto. Rimasto in squadra anche per il campionato successivo, ha contribuito al 14º posto finale. Si è congedato dall'Asteras Tripolīs con 52 presenze tra tutte le competizioni.

#### Astra Ploiești e Brașov
Nell'estate 2011 è stato ingaggiato dai rumeni dell'Astra Ploiești. Ha debuttato in Liga I in data 21 agosto, schierato titolare nel successo casalingo per 2-1 sulla Steaua Bucarest. È rimasto all'Astra Ploiești fino alla successiva finestra di trasferimento invernale, quando è passato al Brașov. Ha giocato la prima partita per questa squadra il 2 marzo 2012, nella vittoria casalinga per 2-1 sul Pandurii. È rimasto un solo anno in Romania, totalizzando 14 reti nella massima divisione locale, senza segnare alcuna rete.

#### Il ritorno in Grecia
Nel 2012 ha fatto ritorno in Grecia, per giocare nelle file del Platanias. Ha debuttato con questa casacca il 25 agosto, schierato titolare nel pareggio per 0-0 in casa del PAS Giannina. Il 22 settembre ha trovato la prima rete, nella sconfitta per 2-1 contro la sua ex squadra dell'Asteras Tripolīs.
A gennaio 2013 si è trasferito all'Atromītos. Ha esordito in squadra il 27 gennaio, subentrando a Walter Iglesias nella sconfitta casalinga per 1-2 contro il Panathīnaïkos. Il 14 aprile 2013 ha trovato le prime reti con questa maglia, con una doppietta messa a segno ai danni dell'OFI Creta.
Nell'estate 2013 è passato all'Arīs Salonicco. Il 18 agosto ha giocato la prima partita con questa maglia, impiegato da titolare nella sconfitta per 2-1 in casa dell'Apollōn Smyrnīs. Il 15 settembre ha trovato la prima rete, nel pareggio casalingo per 1-1 contro il Levadeiakos. Nel dicembre dello stesso anno ha rescisso il contratto che lo legava al club, a causa del mancato pagamento degli stipendi.

#### Dinamo Minsk
Nel 2014, Udoji è stato ingaggiato dai bielorussi alla Dinamo Minsk: il giocatore ha firmato un contratto annuale col nuovo club, con opzione per il rinnovo, diventando il quarto calciatore più pagato del campionato. L'esordio nella Vyšėjšaja Liha è arrivato l'11 aprile, nel pareggio per 0-0 maturato sul campo dello Šachcër Salihorsk. Il 4 maggio è arrivata la prima rete in campionato, nel 4-1 sul Belšyna. È rimasto in squadra per un biennio, nel corso del quale ha totalizzato 69 presenze e 22 reti tra tutte le competizioni.

#### Qingdao Zhongneng
In vista della stagione 2016, Udoji è stato ingaggiato dai cinesi del Qingdao Zhongneng, compagine militante in China League One, secondo livello del campionato locale. Ha esordito in squadra il 12 marzo 2016, schierato titolare nel successo casalingo per 1-0 sul Nei Mongol Zhongyou. Il 22 maggio ha trovato la prima rete, nella vittoria interna per 4-1 sul Meizhou Hakka. Ha chiuso la stagione con 25 presenze e 6 reti in campionato.

#### Lillestrøm
Il 3 marzo 2017, i norvegesi del Lillestrøm hanno reso noto d'aver ingaggiato Udoji con un contratto annuale. Ha esordito in Eliteserien in data 2 aprile, subentrando a Bajram Ajeti nella vittoria interna per 2-1 sul Sandefjord. Il 28 maggio ha trovato la prima rete in squadra, nel 4-1 inflitto al Tromsø. Ha chiuso l'annata a quota 31 presenze e 3 reti, tra campionato e coppa. Il Lillestrøm si è aggiudicato la vittoria finale del Norgesmesterskapet.

#### Il ritorno al Platanias
Il 26 gennaio 2018, libero da vincoli contrattuali, ha fatto ritorno al Platanias: ha firmato un accordo valido fino al termine della stagione in corso ed ha scelto di vestire la maglia numero 25.

### Nazionale
In virtù della cittadinanza bulgara, Udoji ha giocato una partita per la Bulgaria under 21, segnando una doppietta in una sfida vinta per 1-4 contro la Grecia, ad Atene.

## Statistiche

### Presenze e reti nei club
Statistiche aggiornate al 26 gennaio 2018.
| Stagione                | Club                    | Campionato              | Campionato | Campionato | Coppe nazionali | Coppe nazionali | Coppe nazionali | Coppe continentali | Coppe continentali | Coppe continentali | Supercoppe | Supercoppe | Supercoppe | Totale | Totale |
| Stagione                | Club                    | Comp                    | Pres       | Reti       | Comp            | Pres            | Reti            | Comp               | Pres               | Reti               | Comp       | Pres       | Reti       | Pres   | Reti   |
| ----------------------- | ----------------------- | ----------------------- | ---------- | ---------- | --------------- | --------------- | --------------- | ------------------ | ------------------ | ------------------ | ---------- | ---------- | ---------- | ------ | ------ |
| 2003-2004               | Vihren Sandanski        | B-PFG                   | ?          | ?          | CB              | ?               | ?               | -                  | -                  | -                  | -          | -          | -          | ?      | ?      |
| 2004-2005               | Vihren Sandanski        | B-PFG                   | ?          | ?          | CB              | ?               | ?               | -                  | -                  | -                  | -          | -          | -          | ?      | ?      |
| 2005-2006               | Vihren Sandanski        | A-PFG                   | ?          | ?          | CB              | ?               | ?               | -                  | -                  | -                  | -          | -          | -          | ?      | ?      |
| 2006-2007               | Vihren Sandanski        | A-PFG                   | ?          | ?          | CB              | ?               | ?               | -                  | -                  | -                  | -          | -          | -          | ?      | ?      |
| Totale Vihren Sandanski | Totale Vihren Sandanski | Totale Vihren Sandanski | ?          | ?          |                 | ?               | ?               |                    | -                  | -                  |            | -          | -          | ?      | ?      |
| 2007-2008               | CSKA Sofia              | A-PFG                   | ?          | ?          | CB              | ?               | ?               | CU                 | 4                  | 0                  | -          | -          | -          | 4+     | 0+     |
| 2008-2009               | CSKA Sofia              | A-PFG                   | ?          | ?          | CB              | ?               | ?               | -                  | -                  | -                  | -          | -          | -          | ?      | ?      |
| Totale CSKA Sofia       | Totale CSKA Sofia       | Totale CSKA Sofia       | ?          | ?          |                 | ?               | ?               |                    | 4                  | 0                  |            | -          | -          | 4+     | 0+     |
| 2009-2010               | Asteras Tripolīs        | SL                      | 26         | 3          | CG              | 2               | 1               | -                  | -                  | -                  | -          | -          | -          | 28     | 4      |
| 2010-2011               | Asteras Tripolīs        | SL                      | 23         | 2          | CG              | 1               | 0               | -                  | -                  | -                  | -          | -          | -          | 24     | 2      |
| Totale Asteras Tripolīs | Totale Asteras Tripolīs | Totale Asteras Tripolīs | 49         | 5          |                 | 3               | 1               |                    | -                  | -                  |            | -          | -          | 52     | 6      |
| 2011-gen. 2012          | Astra Ploiești          | L1                      | 8          | 0          | CG              | 2               | 0               | -                  | -                  | -                  | -          | -          | -          | 10     | 0      |
| gen.-giu. 2012          | Brașov                  | L1                      | 6          | 0          | CG              | -               | -               | -                  | -                  | -                  | -          | -          | -          | 6      | 0      |
| 2012-gen. 2013          | Platanias               | SL                      | 17         | 4          | CG              | ?               | ?               | -                  | -                  | -                  | -          | -          | -          | 17+    | 4+     |
| gen.-giu. 2013          | Atromītos               | SL                      | 16         | 2          | CG              | -               | -               | -                  | -                  | -                  | -          | -          | -          | 16     | 2      |
| 2013-gen. 2014          | Arīs Salonicco          | SL                      | 13         | 5          | CG              | ?               | ?               | -                  | -                  | -                  | -          | -          | -          | 13+    | 5+     |
| 2014                    | Dinamo Minsk            | VL                      | 27         | 8          | CB              | 3               | 0               | UEL                | 10                 | 4                  | -          | -          | -          | 40     | 12     |
| 2015                    | Dinamo Minsk            | VL                      | 18         | 10         | CB              | 4               | 0               | UEL                | 7                  | 0                  | -          | -          | -          | 29     | 10     |
| Totale Dinamo Minsk     | Totale Dinamo Minsk     | Totale Dinamo Minsk     | 45         | 18         |                 | 7               | 0               |                    | 17                 | 4                  |            | -          | -          | 69     | 22     |
| 2016                    | Q. Zhongneng            | CL1                     | 25         | 6          | CC              | ?               | ?               | -                  | -                  | -                  | -          | -          | -          | 25+    | 6+     |
| 2017                    | Lillestrøm              | ES                      | 25         | 3          | CN              | 6               | 0               | -                  | -                  | -                  | -          | -          | -          | 31     | 3      |
| gen.-giu. 2018          | Platanias               | SL                      | 0          | 0          | CG              | -               | -               | -                  | -                  | -                  | -          | -          | -          | 0      | 0      |
| Totale Platanias        | Totale Platanias        | Totale Platanias        | 17         | 4          |                 | ?               | ?               |                    | -                  | -                  |            | -          | -          | 17+    | 4+     |
| Totale                  | Totale                  | Totale                  | 204+       | 43+        |                 | 18+             | 1+              |                    | 21                 | 4                  |            | -          | -          | 243+   | 48+    |

## Palmarès

### Club
- Campionato bulgaro: 1

CSKA Sofia: 2007-2008
- Coppa di Norvegia: 1

Lillestrøm: 2017
- Supercoppa di Bulgaria: 1

CSKA Sofia: 2008